# Patricia Hilliard Robertson
Patricia Consolatrix Hilliard Robertson, född i Indiana, Pennsylvania den 12 mars 1963, död 24 maj 2001 i Houston, Texas var en amerikansk astronautkandidat uttagen i astronautgrupp 17 den 4 juni 1998.
Northrop Grumman:s rymdfarkost Cygnus NG-20 är uppkallad efter henne. Detta då hon avled i en flygplanskrasch med ett privat flygplan.